# Bryoglossaceae
Bryoglossaceae is een familie van de Leotiomycetes, behorend tot de orde van Helotiales. Het typegeslacht is Bryoglossum.

## Taxonomie
De familie Bulgariaceae bestaat uit drie geslachten: 
- Bryoclaviculus
- Bryoglossum
- Neocudoniella